# Пословни процес
Пословни процес, пословна метода или пословна функција је скуп повезаних, структурисаних активности или задатака од стране људи или опреме у којима се производе услуге или производи за одређеног купца или више њих. Пословни процеси се јављају на свим нивоима организације и могу, али и не морају, бити видљиви купцима. Пословни процес се често може визуализовати (моделирати) као дијаграм тока низа активности са тачкама одлучивања које се преплићу или као процесна матрица низа активности са релевантним правилима заснованим на подацима у процесу. Предности коришћења пословних процеса укључују побољшано задовољство купаца и побољшану агилност за реаговање на брзе промене тржишта. Организације оријентисане на овај процес руше баријере и покушавају избећи функционалне силосе.